# Squamscot
Squamscot (Wonnesquam, Squam), pleme Algonquian Indijanaca s rijeke Exeter u New Hampshireu, na današnjem području okruga Rockingham. Squam ili Squamscot su bili članovi konfederacije Pennacook. Godine 1638. vlč. John Wheelwright od Wehanownowita, sagamorea plemena Squamscot kupuje teritorij na kojem utemeljuje grad Exeter. Isto kao susjedna Pennacook plemena Amoskeag, Nashua, Picataqua i Souhegan bavuili su se lovom, ribolovom i obradom malenih polja kukuruza. Ime dolazi od Wonnesquamsauke, 'the Pleasant Water Place,' od Wonne, (pleasant,) Asquam, (water,) i Auke, (a place,) i javlja se u skračenim oblicima, Wonnesquam, Squamsauke i Squam.